# Хоенфурх
Хоенфурх (њем. Hohenfurch) општина је у њемачкој савезној држави Баварска. Једно је од 34 општинска средишта округа Вајлхајм-Шонгау. Према процјени из 2010. у општини је живјело 1.511 становника. Посједује регионалну шифру (AGS) 9190129.

## Географски и демографски подаци
Хоенфурх се налази у савезној држави Баварска у округу Вајлхајм-Шонгау. Општина се налази на надморској висини од 699 метара. Површина општине износи 12,4 km². У самом мјесту је, према процјени из 2010. године, живјело 1.511 становника. Просјечна густина становништва износи 122 становника/km².